# Casimiro III de Cuyavia

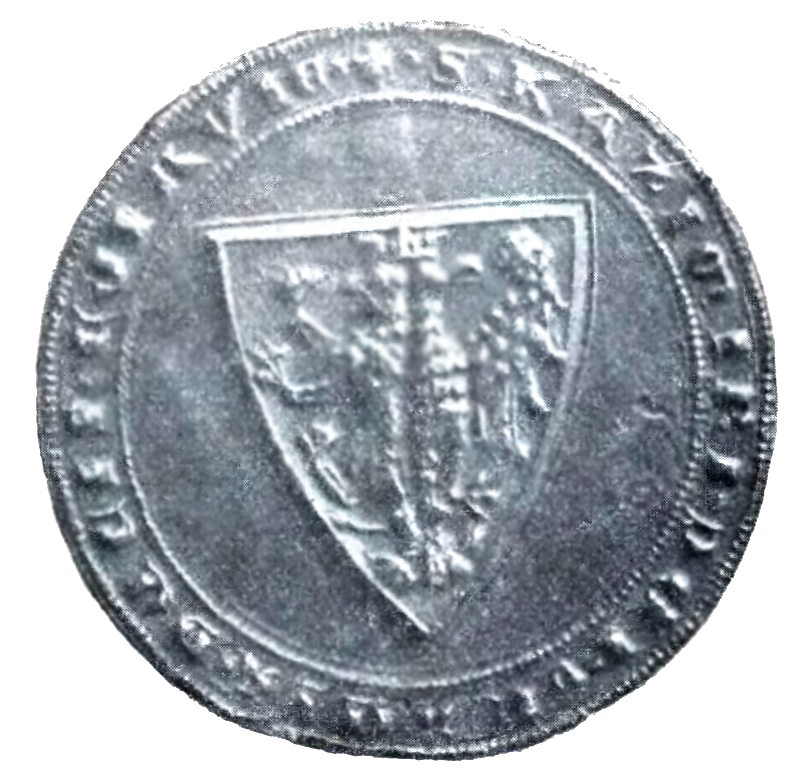
Sello de Casimiro III de Cuyavia.

Casimiro III de Cuyavia (en polaco: Kazimierz III gniewkowski) (1277/80 - 22 de agosto de 1345/13 de mayo de 1350) fue duque de Cuyavia y fue miembro de la Casa de Piast. Era hijo de Ziemomysł de Cuyavia y su esposa Salomé, hija de Sambor II, duque de Pomerania.

## Biografía
Casimiro fue duque de Inowrocław (1287-1314), vasallo de Wenceslao II de Bohemia (desde 1300), vasallo de Polonia (desde 1306), gobernador de Tczew (1300-1309) y duque de Gniewkowo (desde 1314).
En 1287, su padre murió, cuando tenía alrededor de diez años, era demasiado joven para gobernar los territorios que su padre le dejó. Estuvo bajo la protección de su madre, Salomé y sus dos hermanos mayores, Leszek y Przemysł. En 1300 Casimiro se vio obligado a rendir homenaje a Wenceslao II de Bohemia. En 1302, Casimiro fue capaz de gobernar sobre sus propios territorios. En 1306, se convirtió en vasallo de su tío Vladislao el Breve. Como recompensa, su tío le hizo gobernador de Tczew en Gdansk Pomerania. En 1309 perdió su puesto como gobernador después de la invasión de Pomerania Oriental por los Caballeros Teutónicos. Al mismo tiempo, Casimiro y su hermano Przemysł estaban en conflicto con el obispo Gerward. El conflicto se extendió rápidamente. Los dos hermanos atacaron la propiedad del obispo, ubicada en Raciąż y lo atraparon. Ellos luego fueron excomulgados. En 1311 se llegó a un acuerdo entre ambas partes. 
En 1314 el ducado fue dividido entre los tres hermanos. Casimiro obtuvo el pequeño ducado de Gniewkowo. En 1318, participó en la asamblea de nobles de Sulejów en la cual estaba una petición dirigida al papa que permitió a su tío Vladislao ser coronado rey de Polonia. En 1325, el nombre de Casimiro fue mencionado en un documento redactado en la conclusión de una alianza entre Vladislao y Pomerania Occidental.
En 1332 durante un conflicto entre Polonia y la Orden Teutónica, el bastión de Casimiro en Gniewkowo fue sitiado. No queriendo caer en manos enemigas, Casimiro abandonó el lugar después de quemar su castillo. Los Caballeros Teutónicos capturaron la totalidad de Cuyavia y Casimiro se vio obligado a exiliarse. Sólo después del acuerdo de Kalisz en 1343 Casimiro recuperó su ducado.
Casimiro III murió entre 1347 y 1350.

## Matrimonio y descendencia
Casimiro se casó, sin embargo la fecha de su matrimonio, el nombre y el origen de su esposa son desconocidas. Casimiro y su esposa tuvieron al menos tres hijos:
1. Isabel de Cuyavia (1315/20 - después del 22 de agosto de 1345) se casó con Esteban II de Bosnia y fue la madre de Isabel de Bosnia.
2. Vladislao el Blanco (1327/1333 - 29 de febrero de 1388), duque de Gniewkowo y candidato para suceder a Casimiro III de Polonia.
3. Hijo de nombre desconocido (m. 1329).